# Alphonse de Poitiers

Alphonse a Francia és a Kasztíliai Királyság címeréből kialakított címere

Alphonse de Poitiers, tehát Alfonz, Poitier-i gróf (Poissy, 1220. november 11. – Tarquinia, 1271. augusztus 21.) VIII. Lajos francia király és Kasztíliai Blanka ötödik gyermeke, IX. (Szent) Lajos francia király és I. Róbert, Artois grófjának öccse, I. Károly szicíliai király bátyja volt.

## Élete
Csendes, vékony csontú, beteges külsejű férfi volt. Idősebb bátyjával, a királlyal nem különösebben kedvelték egymást, de ez nem tartotta vissza a politikai szerepvállalástól.
1237-ben vette feleségül a toulouse-i grófság örökösét, Jeanne de Toulouse-t. Apja végakaratának megfelelően 1241-ben kapta meg apanázsul a III. Henrik angol királytól 1224-ben elvett poitiers-i grófságát, illetve Auvergne később hercegséggé emelt részét, majd apósa, VII. Rajmund 1249-es halálával Toulouse is rászállt. Nagy szerepet játszott a fivére ellen lázadó, a grófságot visszakövetelő angol király támogatását élvező X. Hugues de Lusignan, Marche és Angoulême grófja 1241–1242-es lázadásának leverésében és a taillebourg-i csata megnyerésében. 1248-ban elkísérte fivéreit a VII. keresztes hadjáratra, ahonnan 1250-ben tért haza, hogy Károly öccsével közösen legyen a királyság régense Lajos 1254-es hazatértéig. Később is jelentős szerepet vállalt az angolokkal folytatott tárgyalásokban és az 1259-es párizsi egyezmény kidolgozásában.
Ezután ideje nagy részét grófságaiban töltötte, mert azok állapota az albigensek és a lázadó vazallusok elleni háborúk nyomai miatt igencsak rendezésre szorult. Jóindulatúan és igazságosan kormányozta birtokait. Riom városának adott Alphonsine-ja később az auvergne-i jog alapjává vált.
1270-ben elkísérte bátyját a tragikusan végződő VIII. keresztes hadjáratra. Hazatérőben halt meg Itáliában, feltehetően Savona városában. Gyermeke nem volt, Jeanne pedig csak négy nappal élte túl, így halálával birtokai visszaszálltak a koronára, kivéve Avignon környékét, az ún. Comtat Venaissint, amelyet végakaratának megfelelően unokaöccse, III. (Merész) Fülöp a pápai államnak adományozott. Ez vált később az „avignoni fogság” alapjává.